# 한국의 학생운동
한국의 학생 운동(韓國-學生運動)은 한국에서 일어난 학생 운동을 말한다.
한국의 학생운동은 조선의 성균관에서 시작되었다고 볼 수 있다. 근대 이후의 학생 운동은 다른 나라에 비해 역사적으로 비중이 크다. 3·1 운동, 6·10 만세운동, 광주 학생 항일 운동 등이 학생들에 의해 점화되었고 투쟁과 파급 과정에 있어서도 학생들이 적극적이고 주체적인 역할을 담당하였다. 이후로 전개된 ‘브나로드 운동’을 통하여 농촌 계몽에 주도적인 활동을 하였다.
광복 이후 대한민국에서는 4·19 혁명, 6·3 항쟁, 부마민주항쟁, 6월 항쟁 등에 이르기까지 학생들은 정치인을 고무·격려하는 역할을 했고, 집권층에 대해서는 가장 커다란 압력단체 역할을 하기도 했다.

## 한국 학생 운동의 방향
한국 학생 운동은 한국의 정치적 변화에서 주요한 역할을 맡았다. 해방 이전 학생 운동의 주요 목표는 식민지의 지배 규범에 대한 반발과 한국의 독립을 요구하는 것이었다. 1945년 광복 이후, 학생 운동은 주로 한국 정부의 잘못에 대해 권리를 세우고 바로 잡는 것과 관련이 있다. 한국은 정권의 교체시 마다 학생들의 정치적 움직임이 큰 변수로 작용하였다. 그 예로, 1960년 3월 부정 선거에 대항해 4·19 혁명이 일어나기도 했다.
유신체제의 붕괴는 그 직접적인 계기가 개인과 그 추종자들에 의한 우발적인 거사였지만 학생들이 대규모적으로 참여한 시위였던 소위 부마 민주항쟁이 결정적인 환경요인이었음은 이미 충분한 논증을 거친 주장이다. 지난 87년 시작된 한국에서의 권위주의 퇴조도 학생들이 대부분의 물리력을 제공한 6월항쟁 이 계기가 됐음은 새삼 지적할 필요가 없을 것이다. 1980년 이후로 한국 학생 운동은 변화를 맞이한다. 1980년 6월항쟁 이후로 학생 운동은 막시즘에 기반한 명확한 목표를 갖고 농민, 도시빈민층 등 다른 집단과 협력하게 된다.

## 대표적인 예
- 2·8 독립 선언
- 3·1 운동
- 6·10 만세운동
- 광주 학생 항일 운동
- 반탁전국학생연맹
- 4·19 혁명
- 6·3 항쟁
- 부마민주항쟁
- 대한민국의 학생운동
- 서울역 회군
- 6월 항쟁

## 평가
한국의 학생운동은 정치적·사회적으로 절대적인 비중을 차지하고 있으며, 민중운동의 주도적 위치에 서 있었다. 초창기의 청년·학생운동은 계몽운동에 머물지 않고 적극적인 저항운동으로 발전하였고, 강력하고 무자비한 외세(外勢)였던 일제에 대하여 전위적이 되고 전투적이 되었다. 한국의 학생운동은 4·19 이후에는 한 정권을 교체시킬 정도로 질과 양에서 성장했다. 이와 같은 한국의 학생운동은 유럽의 스튜던트 파워와는 본질적으로 다르다고 지적된다. 유럽이나 기타 다른 나라의 학생운동은 기성가치와 권위에 대한 부정에서 출발하지만, 한국의 학생운동은 민족적 사명감에서 출발한 대승적(大乘的) 성격을 띠고 있다는 것이다.
한국현대사에서 1980년대가 활기에 찬 역동적 시기의 하나였던 것은 학생운동의 활력에서 기인하는 바가 컸다. 1980년대의 학생운동은 일제강점기 이래의 전통과 1980년의 5·18 광주 민주화 운동 과정에서의 군부정권에 의한 학살과 이에 대한 항쟁의 경험을 바탕으로 한 것이면서도 이전 시기의 그것과는 구분되는 특징을 가지고 있었는데, 무엇보다도 이 시기의 학생운동은 이념성과 변혁지향성을 강하게 띠었다. 1980년대 노동자·농민·도시빈민 등 민중 지향의 학생운동을 특징지었던 것은 ‘민중 속으로’라는 구호였다. 이에 따라 학생들은 개인적 결단의 차원을 넘어 조직적으로 공장, 도시빈민촌, 농촌 등에 대규모로 투신하였다. 이와 같이 1980년대의 학생운동은 이전 시기의 학생운동과는 비교할 수 없을 정도로 대중적인 기반과 대중적 지향을 보였다.

## 참고 자료
- 김경훈. 《뜻밖의 한국사》. 오늘의책. 2008년. ISBN 9788977183018